# Clara Hughes
Clara Hughes (n. 27 septembrie 1972, Winnipeg, Manitoba, Canada) este o ciclistă și patinatoare canadiană. Ca și ciclistă Clara a participat în anii 1991, 1995 și 1999 la Jocurile Panamericane iar între anii 1990, 1994 și 2002 la Jocurile Commonwealth. Clara Hughes câștigă în Atlanta la Jocurile Olimpice de vară din 1996 de două ori medalie de bronz la ciclism rutier (104 km) și la individual (26,1 km). Ea a mai participat în Sydney la Jocurile Olimpice de vară din 2000. La patinaj viteză câștigă bronz, proba de 500 m, în Salt Lake City la Jocurile Olimpice din 2002. În Torino la Jocurile Olimpice din 2006 câștigă medalia de aur la aceași probă de 5000 m, iar cu echipa Canadei formată din Kristina Groves, Christine Nesbitt, Cindy Klassen și Shannon Rempel câștigă medalia de argint. În Vancouver, la deschiderea Jocurilor limpice de iarnă din 2010, Clara Hughes a purtat steagul Canadei. În timpul jocurilor olimpice în Vancouver, câștigă la 5000 m, medalia de bronz, aceasta fiind ultima competiție sportivă a ei.

## Locurile ocupate la patinaj în Cupa Mondială
| Locul  | 500 m | 1000 m | 1500 m | 3000 m | 5000 m | Echipă |
| ------ | ----- | ------ | ------ | ------ | ------ | ------ |
| 1.     |       |        |        | 2      | 1      |        |
| 2.     |       |        |        | 2      | 3      | 1      |
| 3.     |       |        |        |        | 1      |        |
| Top 10 |       |        |        | 18     | 4      | 1      |

(Situația de la: 3. decembrie 2009)